# Rafael David Saban

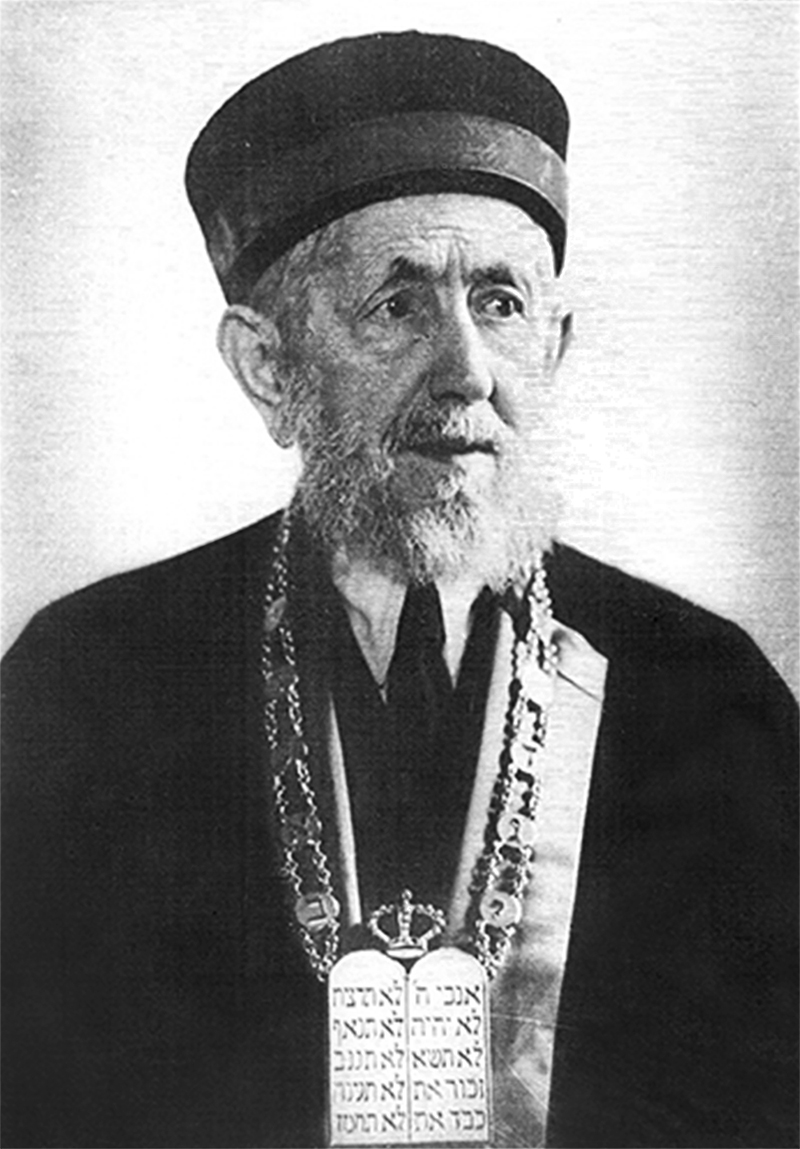
Rabbi Rafael David Saban

Rafael David Saban (geboren 1890 in Istanbul; gestorben am 14. Juli 1960 ebenda) war von 1940 bis 1960 der Großrabbiner (Chacham Baschi) der Türkei.
Saban war der erste Großrabbiner nach Gründung der Republik Türkei. 1940 wurde Chajam Bashi mit Zustimmung der türkischen Regierung zum Nachfolger des verstorbenen Rabbiners İsak Şaki ernannt. Von 1940 bis 1953 übte er das Amt aber nur vertretungsweise aus. Als Polyglotter sprach Oberrabbiner Rafael Saban auch Hebräisch, Aramäisch, Jüdisch-Spanisch (Ladino), Spanisch, Italienisch, Französisch und Englisch.
Saban wurde am 25. Januar 1953 mit 54 von 62 Stimmen zum Großrabbiner gewählt und am 2. März 1953 feierlich in das Amt eingeführt. 